# Veľká Čierna
Veľká Čierna – wieś (obec) na Słowacji położona w kraju żylińskim, w okręgu Żylina, w Kotlinie Żylńskiej. Pierwsze wzmianki o miejscowości pochodzą z roku 1361.
Według danych z dnia 31 grudnia 2010, wieś zamieszkiwało 358 osób, w tym 177 kobiet i 181 mężczyzn.
W 2001 roku rozkład populacji względem narodowości i przynależności etnicznej wyglądał następująco:
- Słowacy – 98,04%
- Czesi – 1,40%
- Polacy – 0,56%